# Rivière du Pin
Pour les articles homonymes, voir Pin.

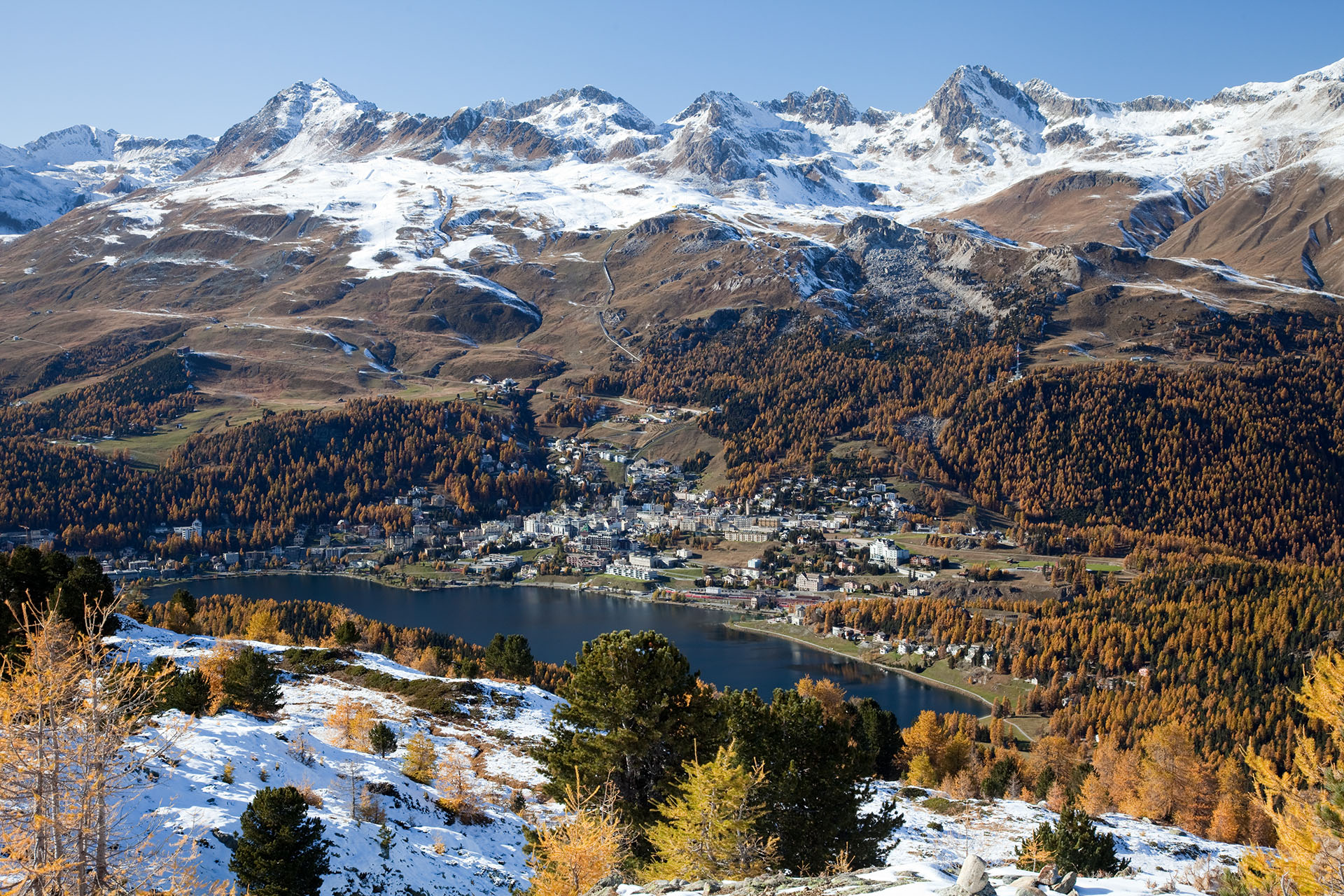
Texte du pinage

La rivière du Pin est un affluent de la rive sud de la rivière du Sud laquelle coule vers le nord-est jusqu'à la rive sud du fleuve Saint-Laurent, dans la région administrative de Chaudière-Appalaches, au Québec, au Canada.
La rivière du Pin traverse les municipalités régionales de comté de :
- Les Etchemins : municipalité de Saint-Magloire.
- Bellechasse : municipalités de Saint-Philémon, Armagh,
- Montmagny : municipalité de Sainte-Euphémie-sur-Rivière-du-Sud.

## Géographie
La rivière du Pin prend sa source en zone montagneuse dans la municipalité de Saint-Magloire dans les Monts Notre-Dame.
À partir de sa source, la rivière du Pin" coule dans une vallée encaissée sur 30,6 km selon les segments suivants :
- 0,8 km vers le nord-est, jusqu'à la limite entre Saint-Magloire et Saint-Philémon ;
- 3,4 km vers le nord, en recueillant les eaux de ruisseaux de montagnes, jusqu'aux chutes "Les Portes de l'Enfer" ;
- 2,7 km vers le nord-est, jusqu'à la route 281 ;
- 7,0 km vers le nord-ouest, jusqu'au pont du chemin du rang Saint-Isidore ;
- 5,0 km vers le nord, recueillant les eaux de son principal affluent la rivière Gabriel, jusqu'à la route 216 qu'elle coupe à 2,6 km à l'est du centre du village de Saint-Philémon ;
- 5,9 km vers le nord-ouest, jusqu'à la limite nord-ouest de Saint-Philémon ;
- 3,2 km vers le nord-ouest, formant la limite entre Armagh et Sainte-Euphémie-sur-Rivière-du-Sud ;
- 1,2 km vers le nord, dans Armagh, jusqu'au pont de la route de la Fourche-du-Pin ;
- 1,4 km vers le nord-ouest, jusqu'à sa confluence.

La rivière du Pin se déverse sur la rive sud de la rivière du Sud (Montmagny) à la limite des municipalités de Armagh et de Sainte-Euphémie-sur-Rivière-du-Sud.

## Toponymie
Le toponyme Rivière du Pin a été officialisé le 5 décembre 1968 à la Commission de toponymie du Québec.